# 335. п. н. е.

## Догађаји
- Александар Македонски заратио против Трибала
- Трибали су потисли на југ Аутаријате и подигли градове Ниш и Белу Паланку.

- Враћајући се у Македонију преко Делфа, краљ Александар III од Македоније напредује у Тракију како би осигурао Дунав као северну границу Македонског краљевства. Након што је форсирао Шипкин превој и победио Трибале, прелази Дунав да би растерао Гете. Окрећући се ка западу, побеђује и разбија коалицију Илира који нападају Македонију.
- Гласина да су Илири убили Александра наводи Тебанце и Атињане да поново узму оружје. Александар побеђује Грке и сравњује Тебу са земљом. У Теби је убијено 6.000 људи, а сви преживели су продати у ропство.
- Након освајања Тебе, Александар захтева предају плаћеничких заповедника, Хареса и Харидема, између осталих. Харес бежи у Троаду, док је Харидем прогнан и бежи у Персију.
- Александрово дивљење према атинском говорнику и дипломати, Демаду, наводи освајача да се према Атини опходи благо упркос њеном учешћу у побуни. Посебна атинска амбасада коју је предводио Фокион, противник антимакедонске фракције, успева да убеди Александра да одустане од свог захтева за прогонством вођа антимакедонске странке, посебно Демостена.
- Аристотел се враћа у Атину из Македоније и отвара путујућу школу у старој гимназији званој Лицеј. У њој се налазе музеј природне историје, зоолошки врт и библиотека.